# TBS不二家捏造報道問題
TBS不二家捏造報道問題（ティービーエスふじやねつぞうほうそうもんだい）は、TBSテレビ（以下、TBS）の情報番組『みのもんたの朝ズバッ!』において、不二家の期限切れ原材料使用問題に関する一連の報道の中で、情報を捏造して不二家を批判する報道を行い、不二家の信用を不当に傷つけたとする問題。
捏造の有無や報道内容の真偽に関わる問題の他、問題表面化後のTBS側の対応にコンプライアンス上大きな問題があったとして国会で2007年に議論された。
2007年（平成19年）8月6日、BPOの放送倫理検証委員会は審理した2番組について「放送倫理上、見逃すことができない落ち度があったが、内部告発の存在自体に捏造はなく、放送倫理上の責任を問うことはできない」とする見解を発表した。TBSは「見解を真摯に受け止め今後の報道にいかしていきたい」とコメントした。これに対し、審理を申し立てた郷原信郎は「TBSの話が本当かどうかの検証は行われておらず、全く評価できない」として、その後も国会や論壇等でこの問題の追及を続けている。

## 問題の放送
2007年（平成19年）1月22日放送の『みのもんたの朝ズバッ!』で、情報提供者として不二家平塚工場の元従業員とされる女性の顔は映さず音声を変えた証言映像と、ナレーションと字幕説明が入ったVTRが放送された。
不二家広報は、放送当日にTBSに電話で抗議し、翌日には、文書で、賞味期限切れのチョコレートが「平塚工場にもどってくることはなく」「再処理して商品化することはない」、チョコレート製造には「牛乳を加える工程はない」こと等を番組宛てに伝え、調査と放送内容の訂正を申し入れていた。
しかし、それに対してTBS側は非を認めようとせず、その後もみのもんたは放送翌日の1月23日（火）の同番組において、不二家の新社長就任のニュースを伝えたなかで、
と発言した。
また1月31日（水）の同番組でも、
などと告発内容が確定的事実である、との前提に立った断定的発言を行った。
さらに2月2日放送の同番組では、出演者の吉川美代子が「知人から聞いた話」として
などと発言した。

## 矛盾点
「牛乳を加えた」と報じた点
不二家のミルクチョコレートに使用されているのは、番組中のフリップで示したような牛乳ではなく全粉乳である。平塚工場にも牛乳を混ぜるための設備は存在しない。他の大手メーカーでも通常は全粉乳や脱脂粉乳、生クリームが用いられる（但し、アレルギー表示では全粉乳使用でも「牛乳使用」と表記される）。
流通ルートの点
書籍など特殊な流通制度を持つ商品、または不良品など製造元の責任において回収する必要がない限り、一旦小売店が仕入れた商品を製造元が回収する流通ルートは通常存在せず、不二家でも平塚工場に戻ってくることはない（諸事情による返品も、平塚工場ではなく物流倉庫に戻る）。また、市販のチョコレート製品の賞味期限は半年〜1年以上と長期間であるため、賞味期限が切れるまで在庫として抱えていることは、在庫管理が行き届いていないと言える。
コストの点
不二家のチョコレートは「LOOKチョコレート」を始め、ナッツやフルーツペーストなどが包み込んである商品が主力であり、単純に溶かして成形し直しただけでは製品にならない。遠心分離でナッツやペースト類を除去しようとすると、コストの面で見合わなくなる上、そのための設備も存在しない。ナッツやペースト類を使用していない「パラソルチョコレート」や「チョコえんぴつ」などは包装が複雑であり、包装を剥がすだけでも多大な人的コストを要する。
製造日印字の点
チョコレートの包装紙には1995年より賞味期限の印字を行っているが、自称元従業員が証言したような製造日の印字はしていない。
「チョコレート」と「クッキー」の混同
元従業員は、TBS担当ディレクターに対し、チョコレートに関する証言と「カントリーマアム」に関する証言を行い、ディレクターはより詳細であったカントリーマアムに関する証言を採用した。しかし、元従業員が勤めていたとされる平塚工場はチョコレート専業の工場であり、クッキーであるカントリーマアムの製造は行っていない。この点については1月20日のTBSからの事実確認の電話に関する不二家女子社員のメモが残されており、3月30日付けの不二家信頼回復対策会議の最終報告書別紙資料にコピーが添付されている 。BPO倫理検証委員会の報告書やTBS検証委員会の報告書によると、この「ディレクターはA通報者を取材した際も、また取材テープを放送用に編集した際も、「カントリーマアム」がクッキーではなく、チョコレートを主体とした菓子であると誤解しており、A通報者の発言は「すべてチョコレートに関する発言であると思い込んでいた」とされている。しかし、不二家信頼回復対策会議議長の郷原信郎が記者会見で公開した3月25日に不二家本社内でTBSのコンプライアンス室長、「朝ズバッ！」のプロデューサー二名、不二家広報部長と信頼回復対策会議議長郷原信郎によって行われた会談の録音の中で、TBS側はコンプライアンス室長も含め三人がロをそろえて「証言者が『チョコレート工場なのに、なんでクッキーが戻ってくるのだろうか』と思いながら、カントリーマアムを包装し直す作業を行っていたと話していたが、その証言をあえて放映せず、チョコレートについての証言のみ放映した」と説明していた。（#その後の展開の節も参照のこと）。つまりこの証言が存在するなら取材したディレクターはその時点でカントリーマアムがクッキーだということを把握していたことになり、一方、そうでないなら、TBSのコンプライアンス室長と二人のプロデューサーは、この会談で「そのような証言（『チョコレート工場なのに、なんでクッキーが戻ってくるのだろうか』と思いながら、カントリーマアムを包装し直す作業を行っていた）が存在したが敢えて放送しなかった」と嘘をついたことになる。
この件について郷原は2007年12月27日にTBS社長宛に公開質問状を送ったが、2007年12月4日TBSは「私ども東京放送は、外部委員を交えたTBS検証委員会から報告書の提出を受け、当社のホームページ上に掲載しており、その内容に関する個別、具体的な質問については、答えを差し控えさせて頂きます」と回答を拒否した。
複数の証言者
2007年1月22日放送でナレーターとみのもんたがVTRの女性以外にも「複数の証言がある」と語っている点。
倫理検証委員会の報告書によれば、
- もう一人のB通報者は、VTRに出演したA通報者から担当ディレクターの携帯電話番号を教えてもらって連絡してきた通報者の関係者であり、
- B通報者には面談や撮影取材を断られた。
- 放送後1回電話応対があり、その後連絡が取れなくなった。
- B通報者との電話のやりとりのメモは紛失した。
- B通報者と話した後、再度不二家に電話して事実確認をしたが（不二家側は否定）、そのときの不二家側の担当者名を記したメモは紛失した。

とし「B通報者の存在や不二家広報の取材を本当にしたのかどうかさえ疑われかねないこの不注意は責められるべきである。」とした上で、「A通報者の告発内容を主要部分で裏づけるB通報者の実在性は、いまとなってはたしかめようがないが、ディレクターがB通報者と電話で話した直後に不二家広報に連絡し、それ以前とは異なるコメントを引き出していること等、前後の事情からうかがうかぎり、一概に否定することはできない。」とした。

## 捏造疑惑の発覚
3月28日、不二家が社外に設置した信頼回復対策会議（3月30日に解散）の郷原信郎議長が、TBSの報道には重大な誤りがあり、捏造の疑惑があるとして次のように指摘した。
- 放送された証言は、「カントリーマアム」（クッキー）について、賞味期限切れ商品の再包装による不正利用が平塚工場で行われているとするものだった。
- この証言について、TBSは放送前に不二家に取材を行ったが、不二家は「そのような不正利用は行っていない」、「平塚工場ではカントリーマアムは製造していない」と回答していた。
- このように、証言自体の信憑性が乏しいことが判明しているにもかかわらず、TBSは証言のVTRを巧妙に編集し、チョコレートの不正利用に話をすり替えて放送した。
- チョコレートの不正利用についても、不二家は取材時に「賞味期限切れの商品はすべて廃棄処分にしており不正利用は無い」と回答していたが、放送では不二家のコメントとして「確認が取れていない」と紹介された[10]。

更に3月30日の信頼回復対策会議の最終報告の記者会見においては、3月25日に行われたこの問題に対するTBSと不二家の協議の際のメモや録音テープが公開された。
テープには、TBSのプロデューサーの「捏造だと言われて心外だ」などという憤る声や、元々の取材がカントリーマアムについてのことであったことなどがはっきりと語られていた。
こうした上で、郷原はTBSをあらためて批判し、TBSとみのに対して謝罪や訂正放送を求め、TBSの対応いかんでは法的措置も辞さない考えを示した。郷原は4月2日には、TBSの井上弘社長宛に個人名で公開質問状を提出するなど、TBSの訂正、謝罪を求め続けた。

## TBSの対応

### 捏造疑惑を否定
捏造疑惑の発覚に対してTBSは、3月28日に緊急会見を行い、次のような釈明を行った。
- 証言者が不二家で勤務していたのは10年以上前であったが、放送内容は最近のことと誤解をまねきかねないものだった。
- 牛乳の混入については、正確性を欠いていた。

チョコレートの不正利用という捏造疑惑の根幹部分については、やらせや捏造は無かったとしてあらためて否定した。
また、みのもんたの「廃業」発言については「『廃業も覚悟でがんばってほしい』という、みのさんの応援だったのでは」などと、苦しまぎれともとれるフォローを行った。なお、のちのTBS検証委員会の報告書によってTBSはこの時点でチョコレートの証言として放送されたVTRがカントリーマアムに対する証言のVTRだったことをすでに社として把握していたことが明らかになった。
しかし、TBSはこの会見の後も放送では謝罪、訂正は行わず、メモや録音テープが公開されたことについては「不二家側のメモが間違っている」、「了解も無くテープを公開したのは道義にもとる」などと反発。郷原の公開質問状も黙殺した。
更に、みのも週刊誌報道で「僕が報道の取材をしているわけじゃないんだからさ、消費期限と賞味期限の違いも解らずに、放送作家に言われた通りにしゃべっただけ」「捏造ってことは、僕はあり得ないと思いますよ」と答えるなど、一貫して捏造を否定し続けた。
こうした一連の対応によるTBSやみのへの批判の高まりをうけて、TBSは4月18日の『みのもんたの朝ズバッ!』において、謝罪放送を行った。
このとき、3月28日に明らかにした点に加え、チョコレートが店から工場に戻ってくるという証言が伝聞情報が含まれていることを初めて明らかにした。
しかし「正確性を欠き誤解を招きかねない表現があった」とするにとどまり、捏造については再度否定。「廃業」発言についても「いきすぎた表現、コメントがあった点についてもお詫びします」と番組キャスターが謝罪したが、この時みの自身の謝罪は一切無かった（みのはBPO倫理検証委員会の見解を受け、捏造報道から7ヶ月後の8月16日に初めて謝罪をしている。後述）。
これに対し不二家関係者は不快感を示し、郷原も謝罪は不十分とした。

## その後の展開
TBSの謝罪放送後も、この問題は国会を初め各方面で取り上げられ、その真偽について検証が行われている。

### 2007年（平成19年）
- 4月25日、井上が定例記者会見において、改めて「捏造は無い」「証言は信用性が高い」と発言。これを受けて不二家は井上へ抗議を行い、発言の訂正と同様の発言を控えるよう求めた[14]。
- 4月27日、総務省がこの問題に加え、同局の「人間!これでいいのだ」や「サンデージャポン」での過剰演出や不適切な編集などを取り上げ、これらが放送法の虚偽報道・番組基準違反に抵触しているとして、情報通信政策局長名による「厳重注意」の行政指導をTBSに通告するとともに再発防止を強く要請した[15][16][17]。
- 5月10日、国会での審議において、国会での真相究明や井上と郷原の参考人招致が提案された[18]。
- 5月15日、郷原および「『外部から不二家を変える』改革委員会」の委員長を務めた田中一昭が、BPOにこの問題に対する調査と審理を要請する申し立てを行った。BPOは放送倫理検証委員会で検証を行い、6月8日に審理入りを決定した[19][20]。マスコミ各社が一斉に報じたがTBSは報道しなかった。
- 6月20日、衆議院決算行政監視委員会で郷原信郎と広瀬民放連会長が参考人として呼ばれ「朝ズバッ！」問題が議論される。郷原はTBSのコンプライアンスの欠如を厳しく指摘。広瀬会長は局のコンプライアンス体制もBPOの審査対象に入り、倫理検証委員会の決定は放送界の最高裁決定として扱うと答弁。
- 8月6日、放送倫理検証委員会は審理の結果、「内部告発の存在自体に捏造はないものの、重大な放送倫理上の問題があった」とし、「勧告」より弱い「見解」の扱いとすることを発表した[21]。これに対し、本件の審理申立をした郷原信郎は「まったく評価できない」としている[22]。
- 8月7日、TBSは『みのもんたの朝ズバッ!』内で初めてBPOの審査について触れ、「捏造はなかったと認められた」ことを強調し、TBSとしての見解を発表したが、郷原側の主張には一切ふれなかった。
  - 上記の流れを受け、8月16日の『みのもんたの朝ズバッ!』にて、夏期休暇明けのみのもんたが自ら視聴者に対して謝罪を行った。なお、本番組ではみの自身が謝罪すること自体、異例である。
- 11月16日、TBSが社員と顧問弁護士らによって構成されたTBS検証委員会の報告書がTBSのホームページにアップされる[23]。
- 11月28日、郷原信郎は、担当ディレクターが「カントリーマアム」がチョコレートの商品名であると誤認していたとするレポート内容に対し、3月25日に不二家とTBSとの間で行われた会談中に、カントリーマアムがクッキーであることを認識している旨のプロデューサーの発言と矛盾しているとして、この発言の音声を公開の上、TBSの井上弘社長宛に公開質問状を送付した[24]。
- 12月4日、衆議院総務委員会で郷原が「朝ズバッ！」不二家報道捏造の疑いに関するTBS側の不誠実な対応と、それをまったく検証しなかったBPO検証委員会の審理を厳しく批判。

同日、TBSが郷原の公開質問状に初めて回答したが、内容は「私ども東京放送は、外部委員を交えたTBS検証委員会から報告書の提出を受け、当社のホームページ上に掲載しており、その内容に関する個別、具体的な質問については、答えを差し控えさせて頂きます」という実質的な回答拒否であった。
- 12月5日、郷原が記者会見[26]でTBSとBPO倫理検証委員会を厳しく批判。

### 2008年（平成20年）
- 1月13日、J-CASTニュース郷原信郎教授インタビュー 「捏造は間違いなくあった」[27]
- 1月14日、J-CASTニュース郷原信郎教授インタビュー 「コンプライアンス崩壊TBS」「会社自体が死にかけている」[28]
- 2月10日、郷原が中央公論3月号「TBSに企業不祥事を追及する資格はあるのか」[29]で、これまでの経緯を示し、TBSに企業不祥事を追及する資格はないと批判しつつ、「TBSは、直接の、当事者、関係者、経営者のすべてが、事実に向き合わず覆い隠すことで「結束」し、報道機関として二度目の「死」に瀕している。それを救う唯一の途は、TBSに所属するジャーナリストが声を上げることだ。」としている。